# Чемпионат мира по фехтованию 1922
Чемпионат мира по фехтованию в 1922 году проходил раздельно: соревнования по шпаге прошли в Париже (Франция), а соревнования по сабле — в Остенде (Бельгия). На момент проведения он считался европейским турниром, а статус чемпионата мира ему был присвоен задним числом в 1937 году.

## Общий медальный зачёт
| Место | Страна     | Золото | Серебро | Бронза | Всего |
| ----- | ---------- | ------ | ------- | ------ | ----- |
| 1     | Норвегия   | 1      | 0       | 0      | 1     |
| 1     | Нидерланды | 1      | 0       | 0      | 1     |
| 3     | Франция    | 0      | 2       | 1      | 3     |
| 4     | Бельгия    | 0      | 0       | 1      | 1     |
| Всего | Всего      | 2      | 2       | 2      | 6     |

## Медалисты
| Дисциплина              | Золото           | Серебро        | Бронза        |
| ----------------------- | ---------------- | -------------- | ------------- |
| Шпага Личное первенство | Рауль Хейде      | Робер Лиоттель | Гастон Комеро |
| Сабля Личное первенство | Адрианус де Йонг | Морис Тайандье | Леон Том      |